# Immer wenn er Pillen nahm
Immer wenn er Pillen nahm (Originaltitel: Mr. Terrific) ist eine von CBS produzierte US-amerikanische Fernsehserie aus dem Jahr 1967.

## Inhalt
Wissenschaftler erfinden bei der Forschung nach einer Antischnupfenpille per Zufall eine Wunderpille, die außergewöhnliche Fähigkeiten verleiht. Zum Leidwesen der Erfinder wirkt die Pille jedoch lediglich bei einigen Tieren, bei Menschen ist sie unwirksam – bis auf eine einzige Ausnahme: den schwächlichen und schüchternen Tankwart Stanley Beamish. Nach Einnahme der Superpille entwickelt er Selbstbewusstsein und Superkräfte und kann sogar fliegen – allerdings nicht ohne Einschränkung. Die Superpille gibt es nämlich in einer großen 1-Stunden-Ausführung und einer kleineren 10-Minuten-Ausführung. Pro Tag darf Stanley maximal eine große und zwei kleine Superpillen zu sich nehmen, anderenfalls muss er mit extremen gesundheitlichen Konsequenzen rechnen (er könnte dann explodieren). Stanley wird also dank seiner Superpillen-Verträglichkeit gelegentlich vom Geheimdienst angeworben und muss nun allerlei knifflige Probleme für die Herren Reed und Trent lösen. Sein Partner Hal, mit dem zusammen er eine Tankstelle betreibt, weiß nichts davon. Stanley löst jedoch alle Fälle trotz seiner Ungeschicklichkeit – oder besser: dank seiner Ungeschicklichkeit.

## Vorspann
Jede Serienfolge wurde mit dem gleichen Gedicht eingeleitet. Es wurde im englischen Original über den Titelvorspann gesprochen; bei der deutschen Version der Serie wurde das folgende Gedicht über einen Zeichentrickvorspann gesprochen:
Ein Chemiker, um die Natur zu verbiegen,

wollte schlichtweg den Schnupfen besiegen.

Er quirlte, rührte und mixte

und fand eine Pille, doch eine verflixte:

Denn ein Schäfchen, das sie zufällig schluckte,

sich kurz darauf als Löwe entpuppte.

Der Schwerkraft es ein Schnippchen schlug

und startete zum Höhenflug.

Kein Stahlgerüst hielt seiner Schlagkraft stand.

Das war der Tag, da man die Superpille fand.

Doch Menschen schienen nicht empfänglich,

die Pille machte sie eher kränklich.

Mit vielen Computern, mächtig und klug,

suchte man einen, der sie vertrug.

Man brauchte tagelang, bis man ihn endlich fand:

Tankwart Stanley Beamish war der einzige im Land.

Stanley, ein zarter und schwacher Gnom,

die Pille machte ihn zum Phantom.

Er konnte wie ein Adler fliegen

und jeden Bösewicht besiegen.

Denn seine große Stunde kam

immer, wenn er Pillen nahm!
In den ersten Folgen lauteten die letzten zwei Zeilen jedoch noch anders:
Kurzum: Stanley Beamish, sonst schlapp und lahm,

wurde Mr. Fabelhaft – immer wenn er Pillen nahm.

## Trivia
- Der Schauspieler Alan Young spielte in einer ersten ungesendeten Pilotfolge Stanley Beamish/Mr. Terrific (dt: Mr. Fabelhaft). Da er nicht überzeugte, wurde eine weitere Pilotfolge gedreht, in der Stephen Strimpell den Part übernahm.
- Darsteller Dick Gautier, der Stanleys Freund Hal Walters spielte, blieb dem deutschen Publikum außerdem noch als Roboter Hymie aus der 1965–1970 gedrehten Fernsehserie Mini-Max oder Die unglaublichen Abenteuer des Maxwell Smart (original: Get Smart) in Erinnerung.
- Aus  Mini-Max ist auch die Synchronstimme von Stanley Beamish bekannt, da derselbe Sprecher (Gerd Martienzen) die Titelfigur Maxwell Smart übernahm.
- Neben der Serie existiert noch der Fernsehfilm The Pill Caper, welcher aus vier Episoden (Folgen 1, 3, 5 und 9) zusammengeschnitten wurde. Dieser Film wurde jedoch noch nicht im deutschen Fernsehen ausgestrahlt.
- Zeitgleich zu Immer wenn er Pillen nahm startete der US-amerikanische Konkurrenz-Sender NBC die Serie Das Geheimnis der blauen Tropfen (Captain Nice). Auch sie handelt von einem eher durchschnittlichen und schmächtigen US-Bürger, dem Polizeichemiker Carter Nash, der mit Hilfe von blauen Tropfen übermenschliche Kräfte entwickelt.
- Bei den meisten Folgen führte Jack Arnold Regie.
- Vom ZDF wurden nur 13 Folgen ausgestrahlt, 1992 sendete RTL die restlichen vier Folgen.[1]
- Der deutsche Produzent Torsten Fenslau (1964–1993) veröffentlichte 1992 unter dem Pseudonym Out Of The Ordinary den Dance-Track Immer, wenn er Pillen nahm.[2] In diesem wurde ein Sample des deutsch synchronisierten Vorspanns der Serie verwendet; dies war eine Anspielung auf die in Dance-Clubs verbreitete Droge MDMA (Extasy).